# Kaul Nurm
Kaul Nurm (ur. 27 marca 1951) – estoński polityk, rolnik i działacz gospodarczy, przewodniczący Estońskiej Partii Wolności (2018–2019).

## Życiorys
Ukończył szkołę średnią w Tõrvie, następnie studia inżynierskie na uniwersytecie przyrodniczym Eesti Maaülikool w Tartu. Zawodowo związany z rolnictwem. Na początku lat 90. objął funkcję dyrektora generalnego Eestimaa Talupidajate Keskliit, estońskiej federacji rolników, którą zarządzał przez ponad dwadzieścia lat. W 2005 został nadto członkiem Europejskiego Komitetu Ekonomiczno-Społecznego.
Zaangażował się w działalność polityczną w ramach Estońskiej Partii Wolności. We wrześniu 2018 zastąpił Andresa Herkela na stanowisku przewodniczącego tego ugrupowania. Złożył rezygnację z tej funkcji po wyborczej porażce partii w marcu 2019, pełnił ją do czasu zjazdu ugrupowania przeprowadzonego jeszcze w tym samym roku.